# روبن کودر
روبن کودر (فرانسوی: Robin Coudert‎؛ زادهٔ ۱ ژانویهٔ ۱۹۷۸) یک آهنگساز، ترانه‌سرا، و تهیه‌کننده موسیقی اهل فرانسه است.
وی از سال ۱۹۹۸ میلادی تاکنون مشغول فعالیت بوده‌است.

## فیلمشناسی
- آسمان‌نما (فیلم)